# Ioannis Goumas
Ioannis Goumas (griechisch Ιοάννης Γκούμας; * 24. Mai 1975 in Ampelonas, Larisa) ist ein ehemaliger griechischer Fußballspieler und aktueller Trainer.

## Karriere
Der in Thessalien in der Nähe von Larisa geborene Innenverteidiger Goumas ist einer von vielen heutigen griechischen Spielern, die aus den Jugendakademien von Panathinaikos Athen hervorgegangen sind. 1994 schaffte Goumas den Sprung in die Herrenmannschaft und war seitdem eine tragende Stütze in der Abwehr des griechischen Traditionsvereins. Von 2004 bis 2005 und 2006 bis 2008 war Goumas Kapitän seiner Mannschaft, mit der er drei Meisterschaften sowie zwei nationale Pokalgewinne feiern konnte. Mit Panathinaikos zählt Goumas 64 Europacup-Spiele und ist damit Rekordhalter seines Vereins.
1999 debütierte Goumas erstmals bei einem Länderspiel gegen Finnland für die griechische Nationalmannschaft. Zuvor absolvierte er zwischen 1995 und 1997 insgesamt 21 Länderspiele für die griechische U-21. Seitdem gehörte er regelmäßig zum Kader und gehörte somit auch zu der Mannschaft, welche 2004 in Portugal sensationell unter Trainer Otto Rehhagel Fußball-Europameister wurde, wo er aber nicht eingesetzt wurde.
Ein Jahr später nahm er am Konföderationen-Pokal 2005 in Deutschland teil, wo Goumas zwei Spiele absolvieren durfte, die Griechen jedoch in der Vorrunde ausschieden.
2008 wurde er in den Kader der Griechen für die Fußball-Europameisterschaft 2008 in Österreich und der Schweiz einberufen, kam jedoch zu keinem Einsatz. Er bestritt 45 Länderspiele, erzielte jedoch kein Tor.
2009 verließ Goumas nach 15 Jahren, 277 Erstligaspielen und dabei erzielten 27 Toren den Verein.

## Titel und Erfolge
- Griechischer Meister: 1995, 1996, 2004
- Griechischer Pokalsieger: 1994, 1995, 2004
- Supercup: 1994
- Europameister: 2004